# Yo soy Bea
Yo soy Bea (Jo sóc la Bea, en català) era la versió espanyola de la sèrie televisiva colombiana Yo soy Betty la fea.
Produïda per Grundy Television, es va estrenar a Telecinco al juliol de 2006 i des d'aquest dia, els seus índexs de audència no han parat de créixer.
La sèrie té com ha protagonista a la Beatriz Pérez Pinzón, una noia de 26 anys molt lletja però altament intel·ligent, que entra a treballar en la cobejada revista de moda i tendències "Bulevar 21". Allí s'enamorarà del seu cap, Álvaro Aguilar, el jove i recentment nomenat director d'aquesta revista.
La sèrie narra com Bea s'haurà de fer valer davant dels seus companys a pesar del seu físic i enamorar al seu cap. Es tracta d'una adaptació de l'original colombià de Fernando Gaitán, en l'escriptura del qual van intervenir, entre altres autors, Covadonga Espès, Ariana Martín, Marta Azcona, Mercedes Rodrigo, Ignasi Garcia i Benjamí Zafra.
La sèrie consta de 769 capítols (16 d'agost). El capítol en què la Bea es va tornar maca, va tenir una audiència superior a 8 milions i les noces de la Bea més de 5 milions. La sèrie té una segona part, la protagonista és la Be, una noia que vol valer-se per si mateixa i conèixer el seu amor veritable, però l'audiència ha baixat moltíssim, dos milions menys que quan hi era Ruth Núñez.

## Repartiment
Personatges Primera Part (Beatriz Pérez Pinzón "Bea")
- Ruth Núñez com a Beatriz "Bea" Pérez Pinzón.
- Alejandro Tous com a Álvaro Aguilar.
- Mónica Estarreado com a Cayetana "Caye" de la Vega.
- José Manuel Seda com a Gonzalo de Soto.
- Norma Ruiz com a Bárbara Ortíz Martín.
- Miguel Hermoso Arnao com a Diego de la Vega.
- David Arnaiz com a Ricardo López de Castro "Richard".
- Emmanuel Esparza com a Ignacio Goñi "Nacho".
- Roberto Correcher com a Santiago "Santi" Rodríguez.
- Vicente Cuesta com a Carmelo Pérez.
- Birgit Bofarull com a Caroline "Carol" Robertsen.
- Ana Milán com a Sandra de la Vega / Sonsoles Prieto.
- Amanda Marugán com a Paula de la Vega / Paula Prieto.
- Israel Rodríguez com a José Ramón "Jota" López.
- Juan Lombardero com a Francisco Aguilar.
- Ana María Vidal com a Maria del Carmen "Titina" Velasco.
- Eva Marciel com a Olga Aranzadi.
- Berta de la Dehesa como Jimena Fernández.
- Carmen Ruíz com a María Jesús "Chusa" Suárez.
- Iñigo Navares com a Beckham.
- Gemma Giménez com a Estela Molinero.
- Eva Higueras com a Andrea Benavente.
- Santiago Roldán com a Aníbal.
- Carlos Manuel com a Daniel Echegaray Sr
- Inma Isla com a Elena Puente.
- Borja Tous com a Saúl "Guti" Gutiérrez.
- Jorge Lucas com a Daniel Echegaray Jr.
- Sofía Monreal com a Purificación "Puri" González.
- Ismael Fritschi com a Agapito "Mustang" Serafín.
- Katia del Pino com a Valentina Vargas.
- Álvaro Morato com a Paco De La Hera.
- José María Sacristán com a Lorenzo Olarte.
- Fedra Lorente com a Margarita "Marga" Vivales.
- Aure Sánchez com a Benito Lozano.
- Ángeles Martín com a Rosalía Martín "La Chali.

Personatges Segona Part (Beatriz Berlanga Echegaray "Be")
- Patricia Montero com a Beatriz "Be" Berlanga Echegaray.
- Álex Adróver com a Roberto Vázquez Díaz.
- Miguel de Miguel com a César Villa.
- Miguel Hermoso Arnao com a Diego de la Vega.
- María José Goyanes com a Alicia Echegaray vda de Berlanga.
- Ángeles Martín com a Rosalía Martín "La Chali.
- Ana María Vidal com a Maria del Carmen "Titina" Velasco vda de Aguilar.
- Elena de Frutos com a Alexia "Alex".
- David Arnáiz com a Ricardo López de Castro "Richard.
- Emmanuel Esparza com a Ignacio Goñi "Nacho.
- Rocío Peláez com a Adriana Luque.
- Fedra Lorente com a Margarita "Marga" Vivales.
- Raquel Meroño com a Isabel Rocamora.
- Marc Parejo com a Ángel Nogales.
- Aure Sánchez com a Benito Lozano.
- Rebeca Badía Benlloch com a Noelia Abad.
- Julio Vélez com a Claudio Luque.
- Noelia Rosa com a Remedios "Reme.
- Adrián Lamana com a Manuel "Lolo" López de Castro.
- José María Sacristán com a Lorenzo Olarte.
- Lilian Caro com a Julia.
- Alejandra Lorente com a Tania Lucena.
- Nacho Perez Zabala com a Jorge Goñi.
- Valvanuz Pedriza com a Valvanuz Martin La Valvi.
- Carla Sainz com a Jessica Romero La Jessie.

## Premis
TP d'Or
- Millor telenovela (2007)
- Millor telenovela (2006)

### Nominacions
TP d'Or
- Millor telenovela (2008)
- Millor actriu—Ruth Núñez (2006)

Premis de la Unió d'Actors
- Millor actriu revelació—Norma Ruiz (2007)
- Millor actriu protagonista de televisió—Ruth Núñez (2007)
- Millor actriu protagonista de televisió—Ruth Núñez (2006)

Fotogrames de Plata
- Millor actriu de televisió—Ruth Núñez (2006)

Premis Zapping
- Millor actriu—Ana Milán (2007)
- Millor actriu—Ruth Núñez (2006)